# Sthlm 01
Sthlm 01 est un immeuble de bureaux dans le quartier de Södra Hammarbyhamnen à Stockholm en Suède,,.

## Situation
Sthlm 01 est un immeuble de bureaux situé à proximité immédiate de Gullmarsplan à Mårtensdal, dans Hammarby Sjöstad.
Le bâtiment compte 27 étages et a été achevé en 2020.

## Architecture
Au coin de Hammarbybacken (sv) et de Hammarby allé, un immeuble de bureaux de grande hauteur de 27 étages et 102 mètres de hauteur a été construit et un immeuble de bureaux plus bas a été construit le long de Hammarbybacken. 
L'architecte est Sauerbruch Hutton avec Byrån för Arkitektur och Urbanism, le maître d'ouvrage est Skanska, le constructeur des parties métalliques est Staticus.
Le plan du bâtiment de grande hauteur a la forme d'un trident. 
La géométrie inhabituelle du bâtiment dépend d'un certain nombre de conditions locales, par exemple d'un terrain limité qui peut ainsi être utilisé au maximum. 
La charpente est constituée d'éléments en béton avec un noyau en béton coulé sur place. 
Le noyau a un plan hexagonal et contient trois ascenseurs et deux cages d'escalier.
Les façades sont habillées d'éléments de fenêtres préfabriqués en aluminium et en verre de différentes couleurs. 
L'entrée principale est à Hammarbybacken, où le bâtiment compte 23 étages. 
Au sommet se trouvent un restaurant et un bar.

## Galerie

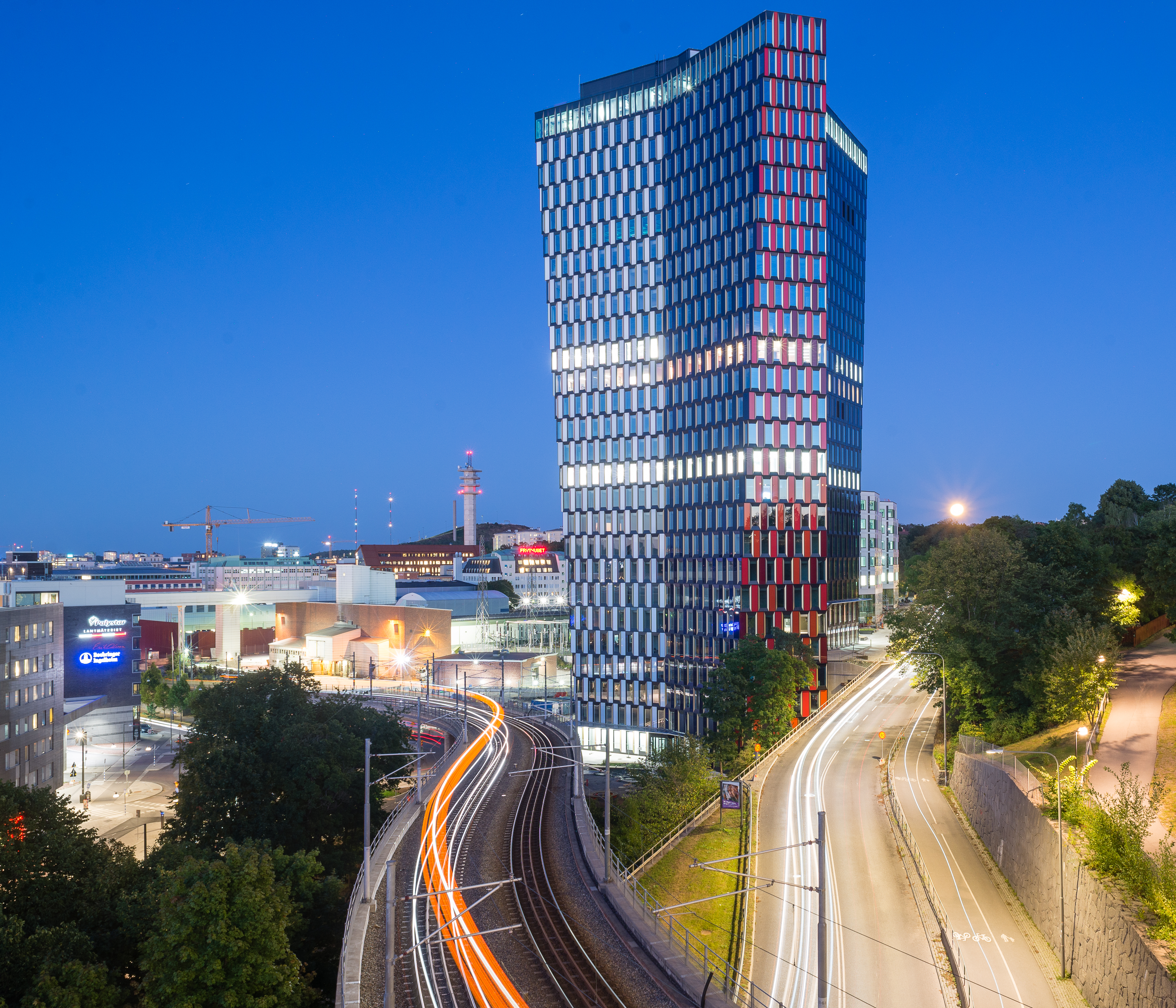
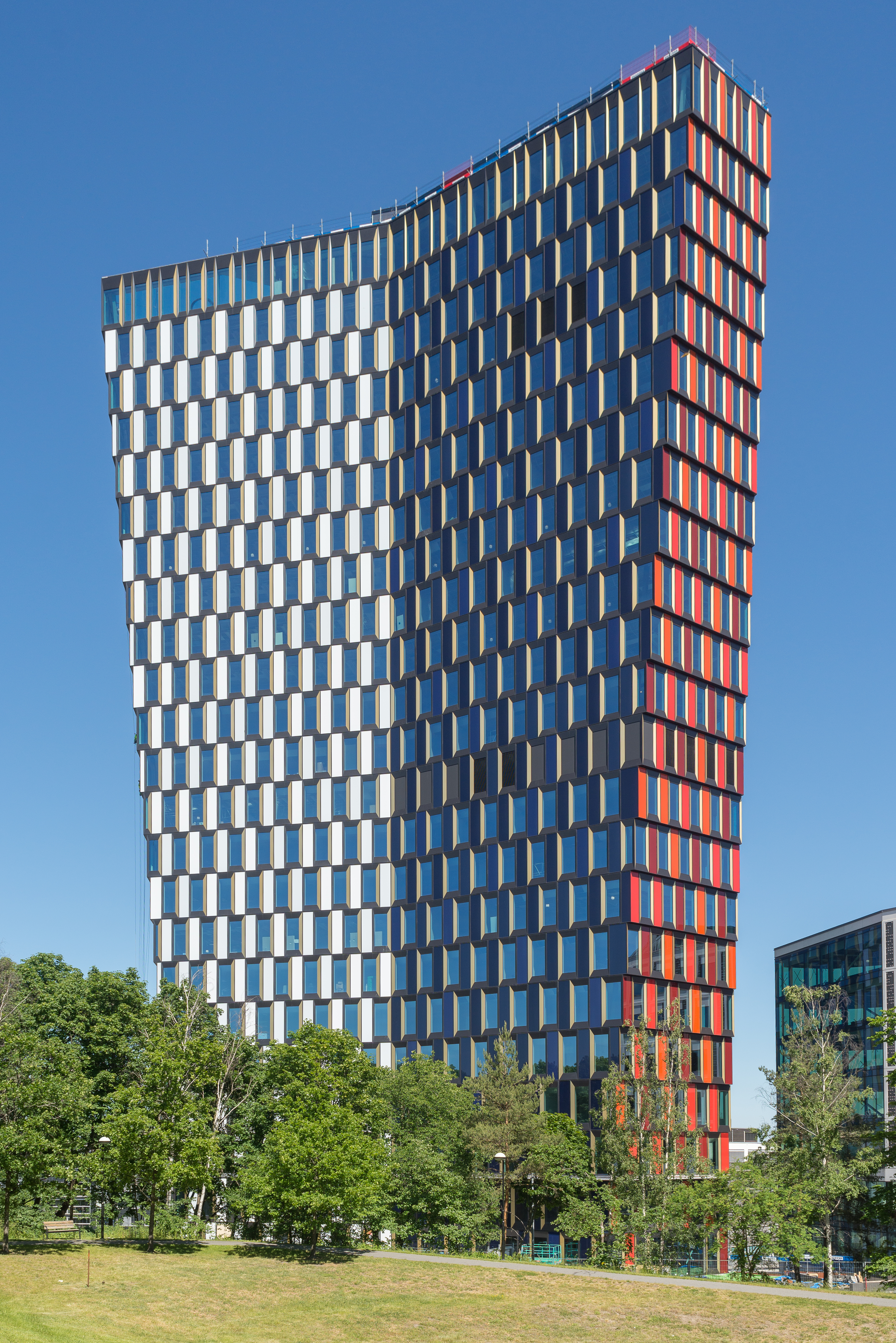
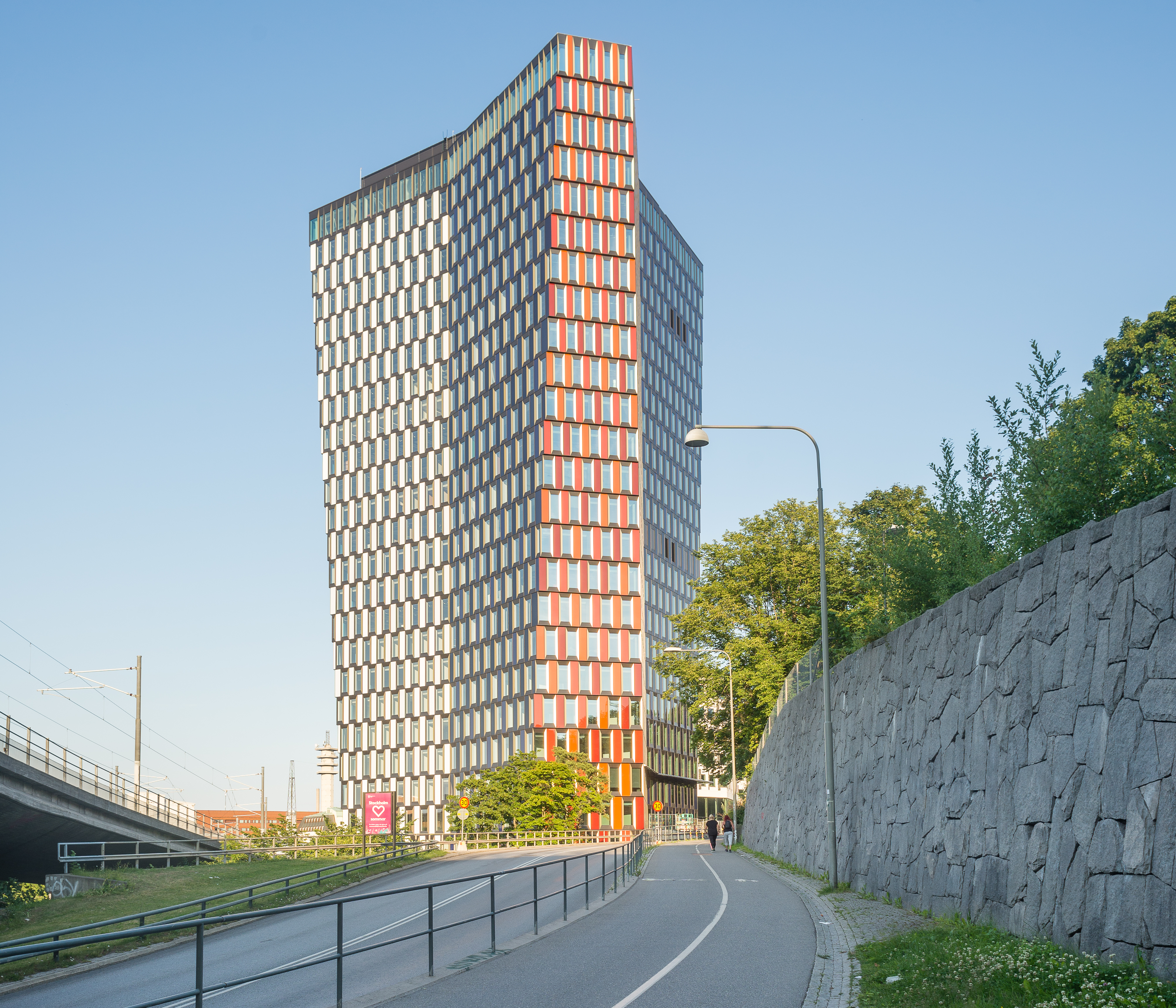
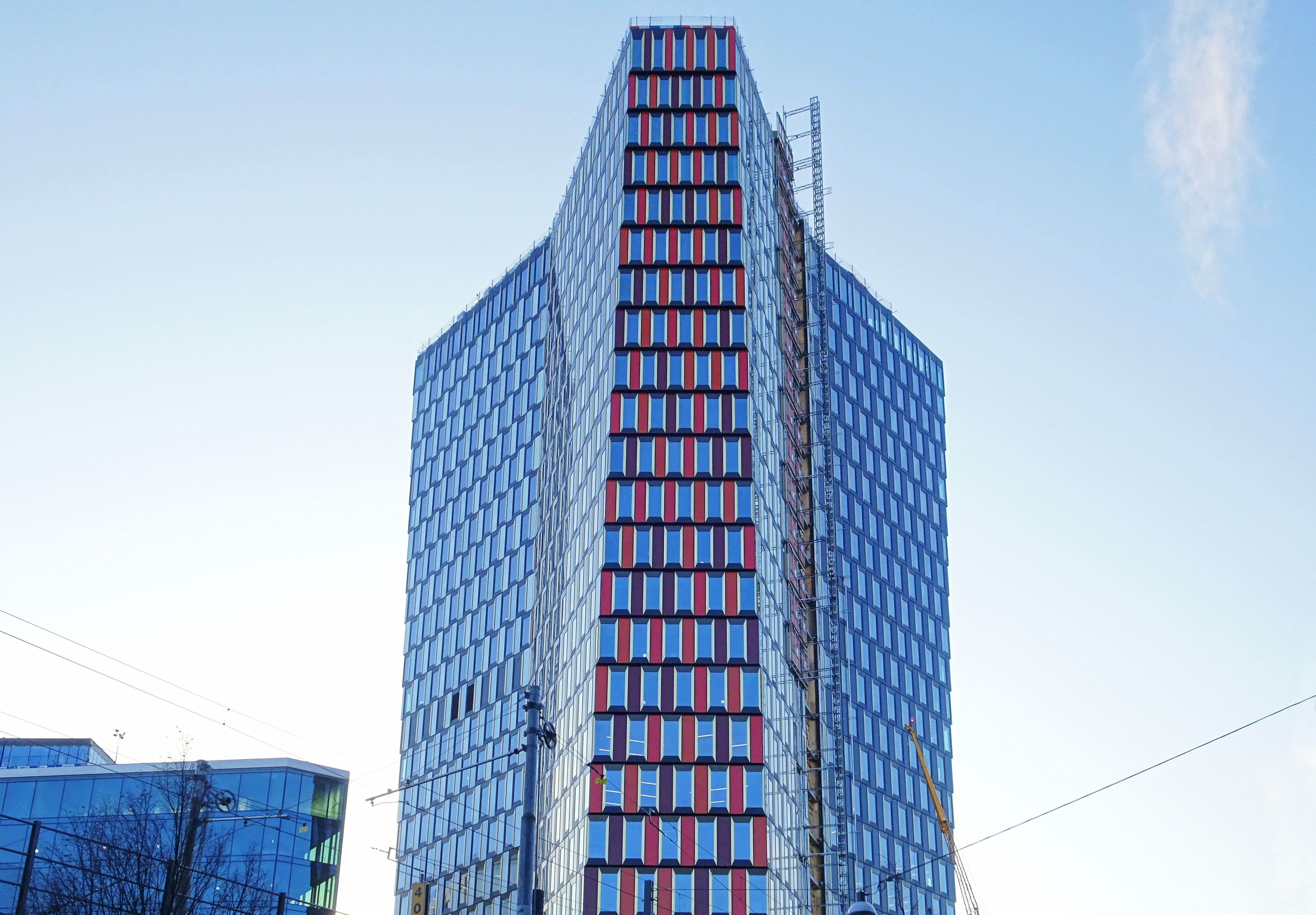
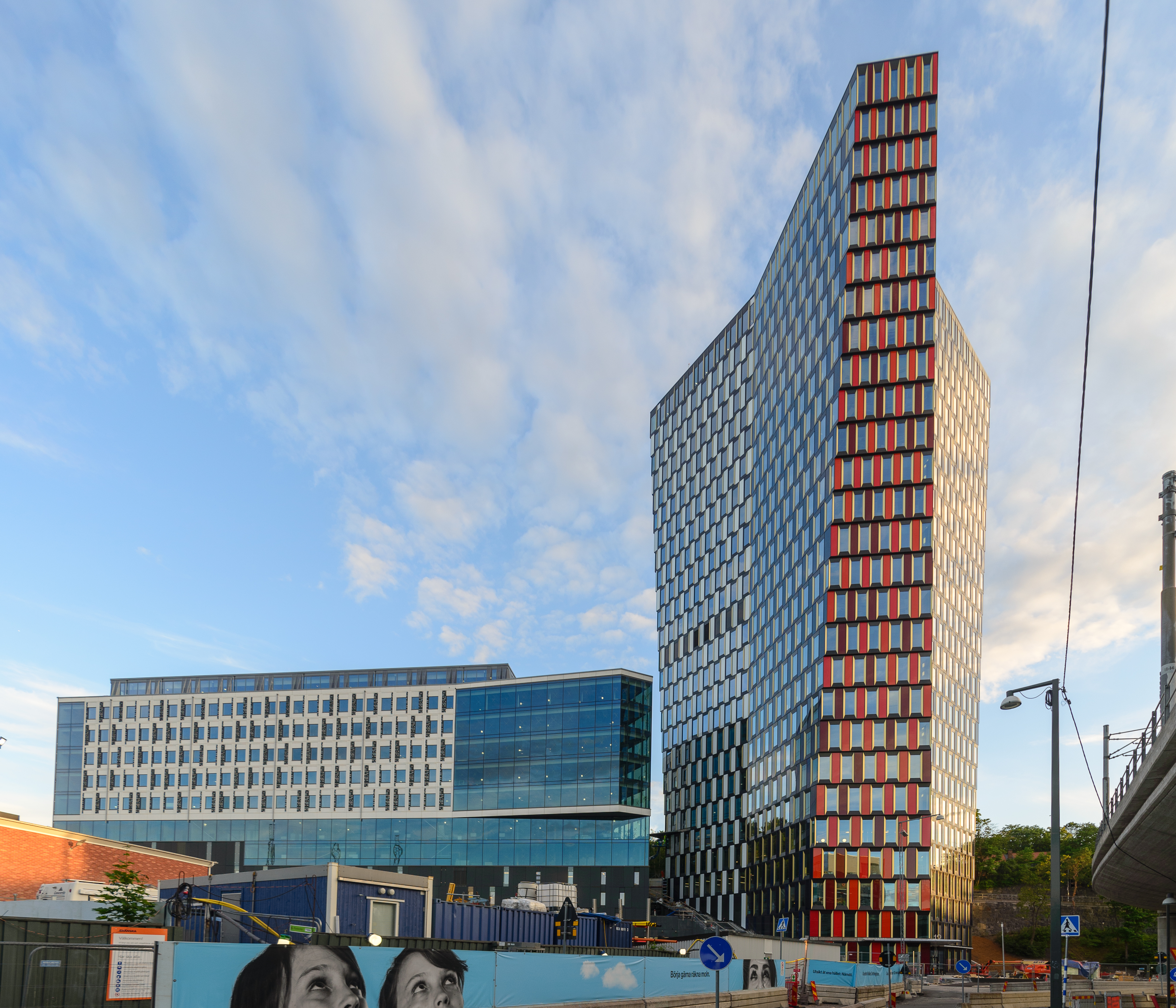

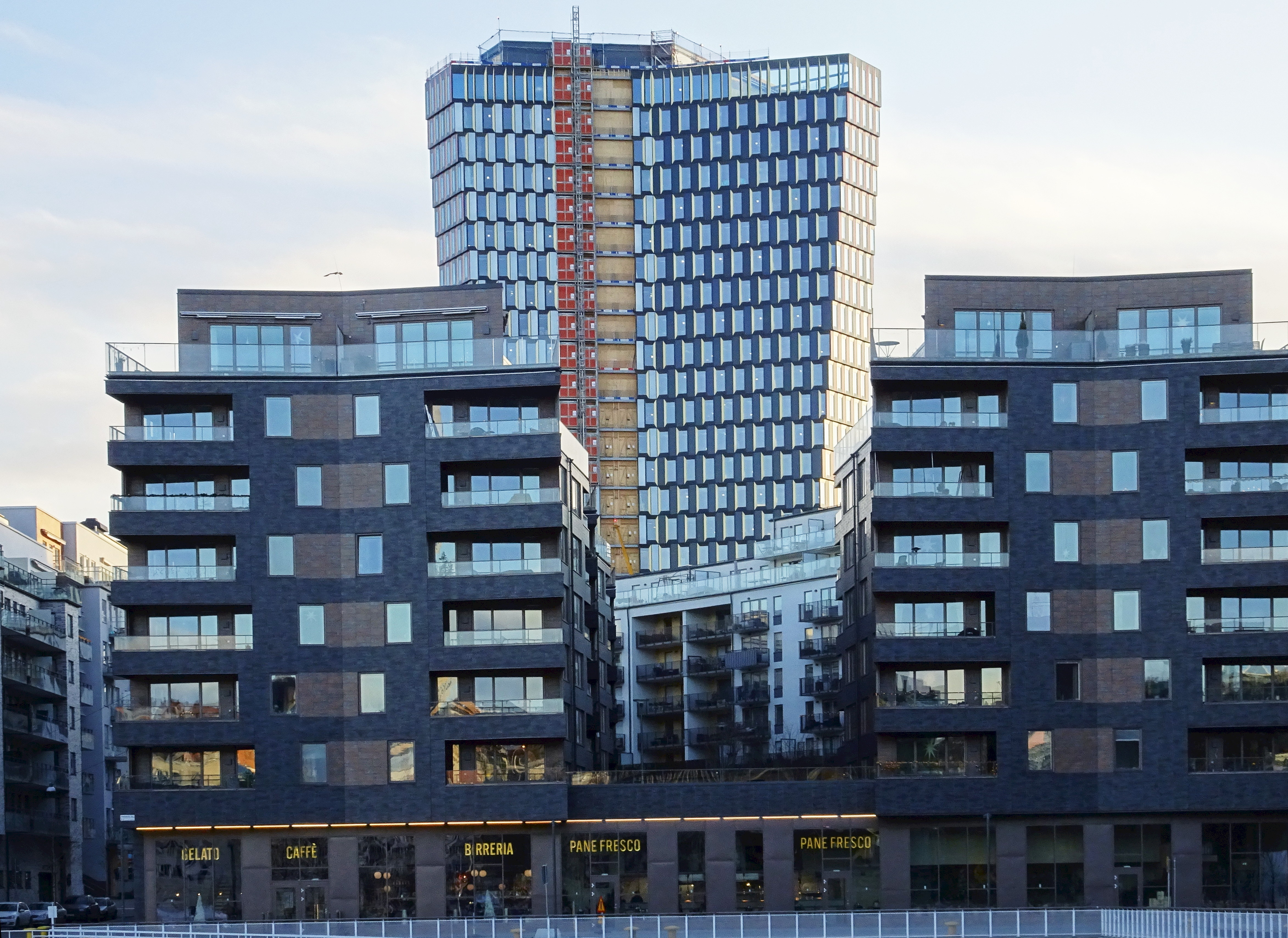
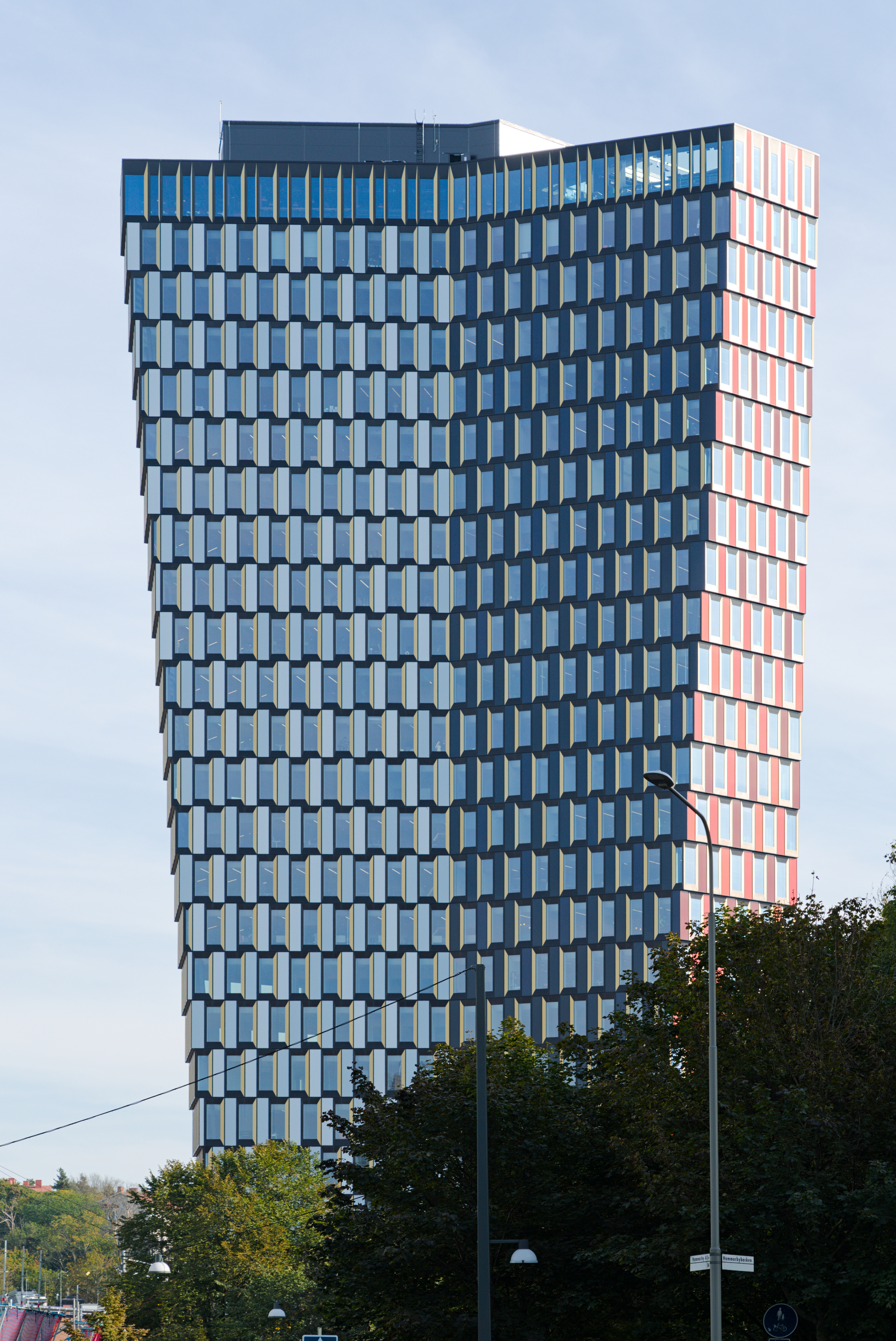
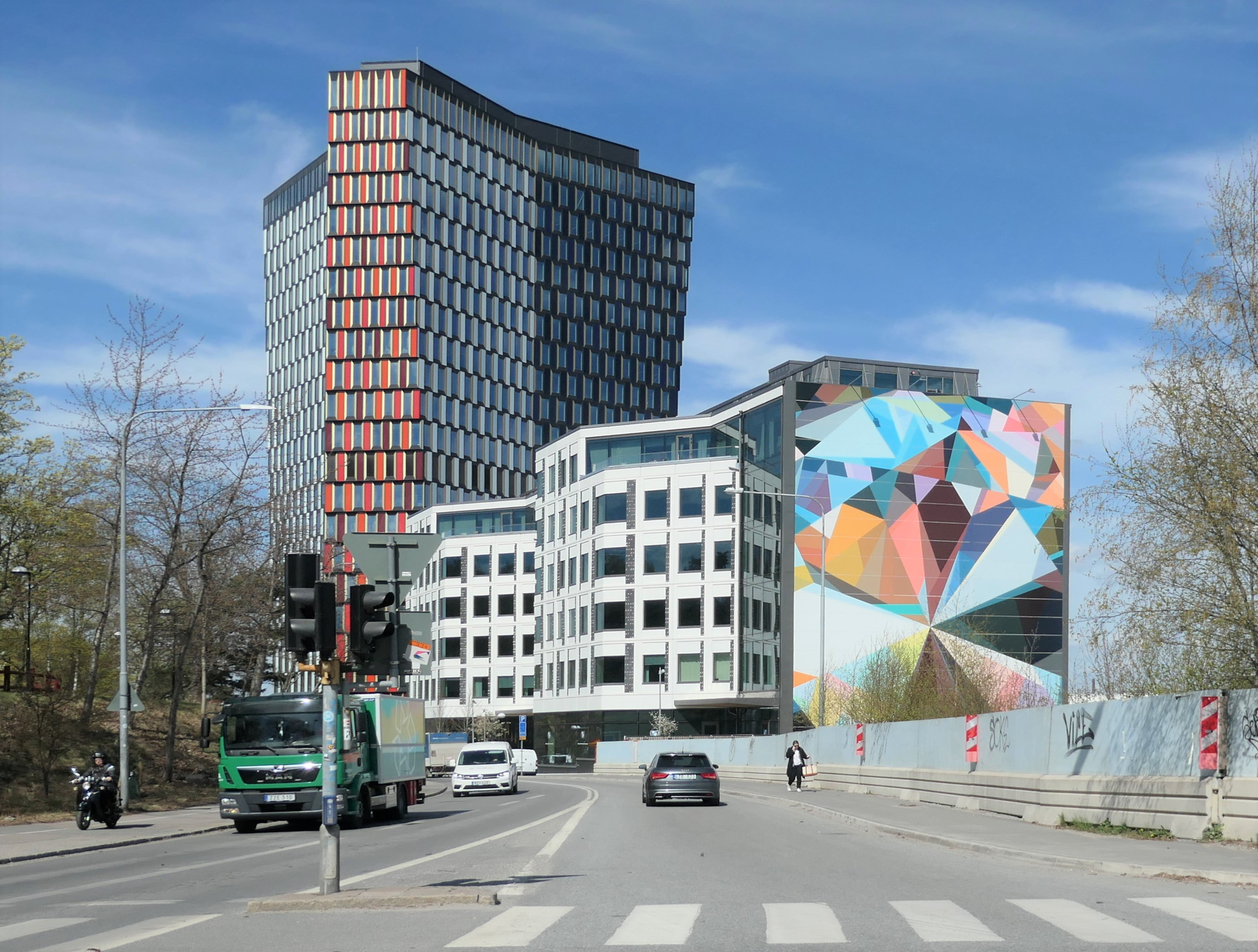
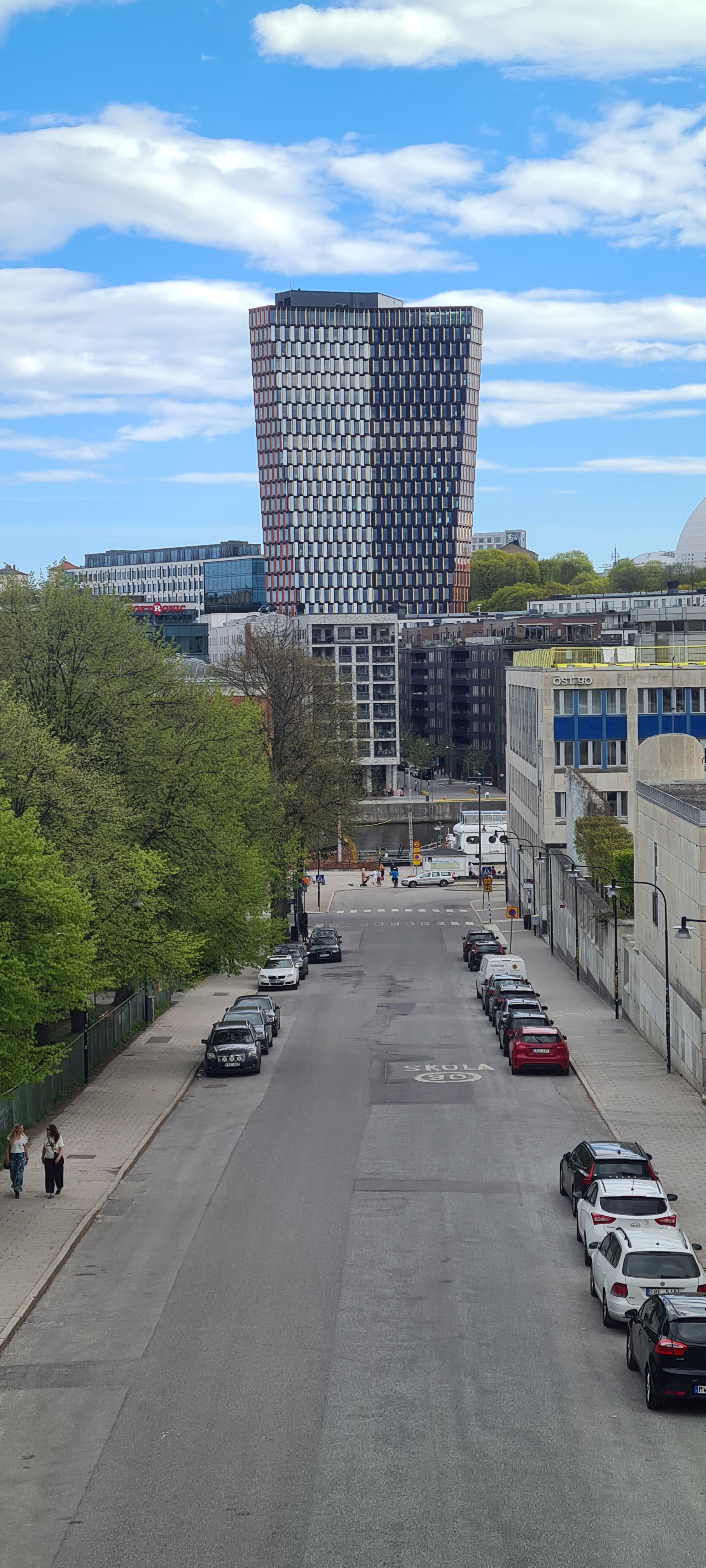
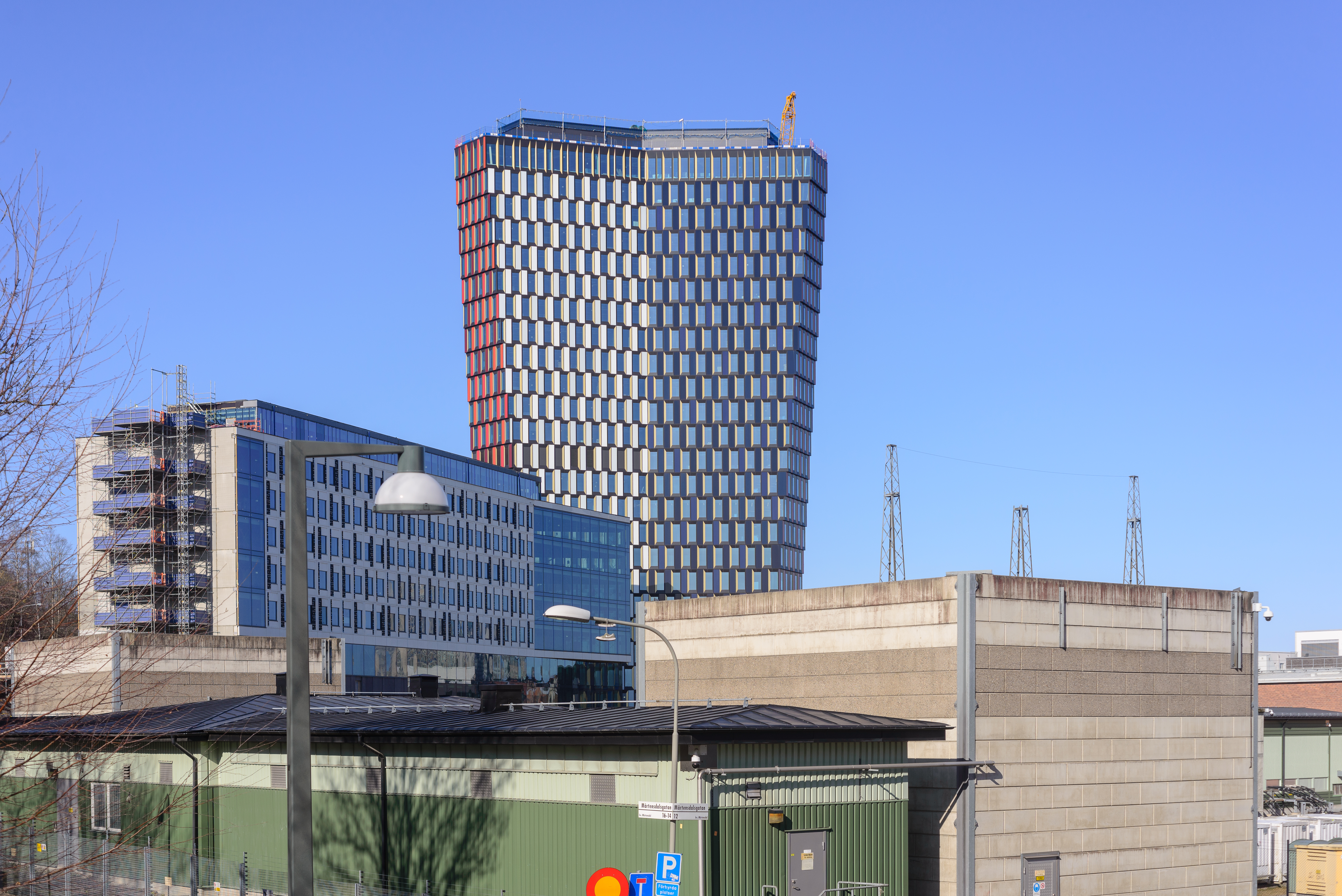